# Utthita parsvakonasana
Utthita Parsvakonasana (Sanskriet voor flankgestrekte hoekhouding of Zijwaarts Gestrekte Hoek) is een veelvoorkomende houding of asana.
| Sanskriet | vertaling                   |
| utthita   | uitgestrekt                 |
| parsva    | zij, flank                  |
| kona      | hoek                        |
| asana     | houding (letterlijk: 'zit') |

## Beschrijving
Deze houding begint in de Berg. Stap uit naar rechts, draai ook de rechtervoet in die richting en zet de voet op de grond. Breng de linkerhand in een molenbeweging rond, totdat het schuin omhoog naar voren in een hoek van 45° komt te staan. Hel in dezelfde beweging steeds verder naar rechts, waarbij de rechterarm loodrecht naar beneden staat. Zet de rechterhand uiteindelijk op een blok of op de grond. Kijk met de ogen omhoog, langs de linkerbovenarm. Blijf enkele in- en uitademhalingen in deze houding en herhaal de bewegingen nogmaals aan de andere zijde.
Deze houding past goed in combinatie met de Krijger I, II en III.